# バルバドス海軍艦艇一覧
バルバドス海軍艦艇一覧は、バルバドス海軍が過去保有した、または現在保有する、または将来保有する予定の、未完成・計画中止を含めた歴代艦艇一覧である。
凡例

## 現有勢力（2009年現在）
- 国防予算：2,250万ドル（-250万ドル）
- 海軍人員：96名
- 艦船隻数：3隻（+2隻）

哨戒艇×3（+2）

## 艦艇一覧（近代海軍）

### 両用戦艦艇

#### 揚陸艦艇
戦車揚陸艦 （LST ）
- 旧・米LST - 1隻

※ 旧・『ケンパー・カントリー（LST-854 Kemper County）』

### 哨戒艦艇

#### 哨戒・警備艦艇
哨戒艇
- ガーディアン-I型 - 1隻

ジョージ・ファーガソン（GC-601 George Ferguson）
- ガーディアン-II型 - 4隻

GC-401
コマンダー・マーシャル（GC-402 Commander Marshall）
T・T・ルイス（GC-403 T. T. Lewis）
J・T・C・ラムゼイ（GC-404 J. T. C. Ramsey）
- トライデント（P-01 Trident） - 1隻

- エンタープライズ(Enterprise)級 - 2隻

エンタープライズ（P-02 Enterprise）
エクセレンス（P-03 Excellence）
- 米『ドーントレス』型 - 2隻

エンデバー（P-04 Endeavour）、
エクセレンス（P-05 Excellence）

### 補助艦艇

#### その他
ランチ・艀
- 旧・米『ホエーラー(Whaler)』級 - 3隻

P-08、09、10